# Kanton Le Mans-Sud-Est
Kanton Le Mans-Sud-Est (fr. Canton du Mans-Sud-Est) je francouzský kanton v departementu Sarthe v regionu Pays de la Loire. Tvoří ho dvě obce.

## Obce kantonu
- Le Mans (jihovýchodní část)
- Ruaudin